# Тарлєва Віра Едуардівна
Віра Едуардівна Тарлєва (29 листопада 1987) — українська шахістка, майстер ФІДЕ серед жінок (2008).

Її рейтинг станом на січень 2020 року — 2044 (1079-те місце у світі, 35-те — серед шахісток України).

## Досягнення
- Переможниця міжнародного шахового фестивалю серед жінок — "Кубку Ректора ХНУРЕ «Шахрад — 2010» (Харків, 2010);
- Переможниця Міжнародного шахового фестивалю «Плаза — 2010» (Кисловодськ, 2010);
- Переможниця (серед жінок) шахового фестивалю «Мукачівське літо-2012» (Мукачево, 2012)[1];
- Бронзова призерка чемпіонату Харківської області з швидких шахів серед чоловіків (Харків, 2014);
- Переможниця півфіналу чемпіонату України серед жінок (2014)[2].
- 4 місце на чемпіонаті України зі швидких шахів (Львів, 2015)[3]

## Результати виступів у чемпіонатах України
Віра Тарлєва учасниця двох фінальних турнірів чемпіонату України серед жінок 2010 та 2014 років.
| Рік  | Місто   | Турнір                 | + | − | = | Результат | Місце |
| ---- | ------- | ---------------------- | - | - | - | --------- | ----- |
| 2010 | Полтава | 70-й чемпіонат України | 3 | 4 | 2 | 4 з 9     | 21    |
| 2014 | Львів   | 74-й чемпіонат України | 0 | 5 | 3 | 1½ з 8    | 8     |